# Oseky
Oseky (dříve také Osek nebo Vosek) jsou malá vesnice, část města Prachatice v okrese Prachatice v Jihočeském kraji. Nachází se asi tři kilometry severozápadně od Prachatic. Je zde evidováno 31 adres. V roce 2011 zde trvale žilo 68 obyvatel.
Oseky jsou také název katastrálního území o rozloze 1,74 km².

## Historie
První písemná zmínka o vesnici pochází z roku 1370. V letech 1938 až 1945 byly (v důsledku uzavření Mnichovské dohody) přičleněny k nacistickému Německu.

## Obyvatelstvo
| Rok            | 1869 | 1880 | 1890 | 1900 | 1910 | 1921 | 1930 | 1950 | 1961 | 1970 | 1980 | 1991 | 2001 | 2011 | 2021 |
| -------------- | ---- | ---- | ---- | ---- | ---- | ---- | ---- | ---- | ---- | ---- | ---- | ---- | ---- | ---- | ---- |
| Počet obyvatel | 163  | 189  | 151  | 157  | 174  | 153  | 160  | 109  | 95   | 63   | 71   | 66   | 82   | 68   | 87   |
| Počet domů     | 28   | 37   | 34   | 34   | 33   | 32   | 32   | 27   | 51   | 17   | 23   | 20   | 27   | 29   | 31   |

## Obecní správa
Od poloviny 19. století byly Oseky samostatnou obcí. V letech 1961 až 1990 byly částí Prachatic. Od 24. listopadu 1990 do 13. prosince 1993 byly opět samostatnou obcí a od 14. prosince 1993 jsou opět částí Prachatic. V letech 1850–1960 a od 24. listopadu 1990 do 13. prosince 1993 k obci patřily Kahov a Podolí a v letech 1950–1960 také Stádla a Volovice.

## Pamětihodnosti
U stavení čp. 11 stojí křížek s datem 1860.

## Galerie

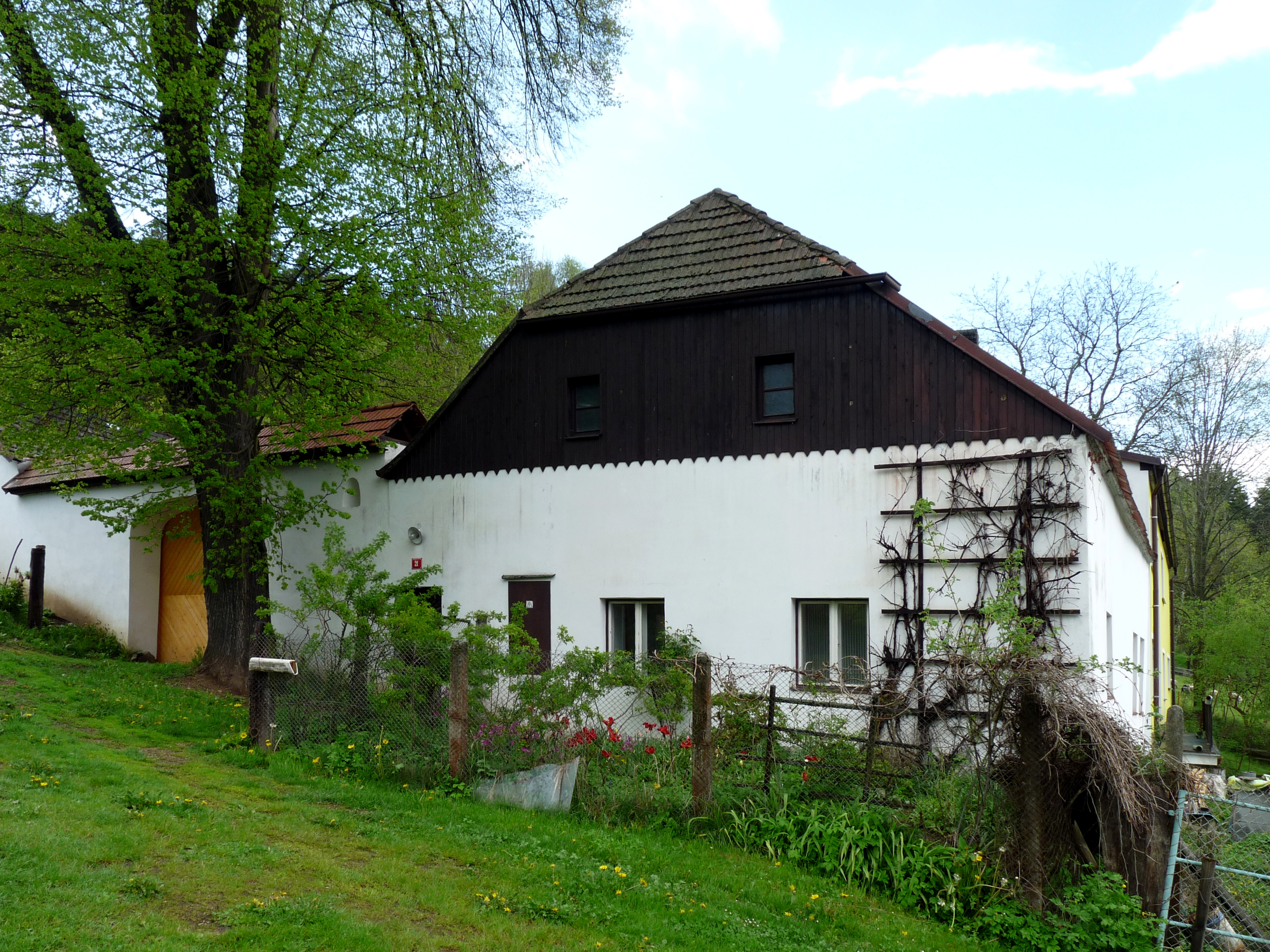
Dům čp. 21
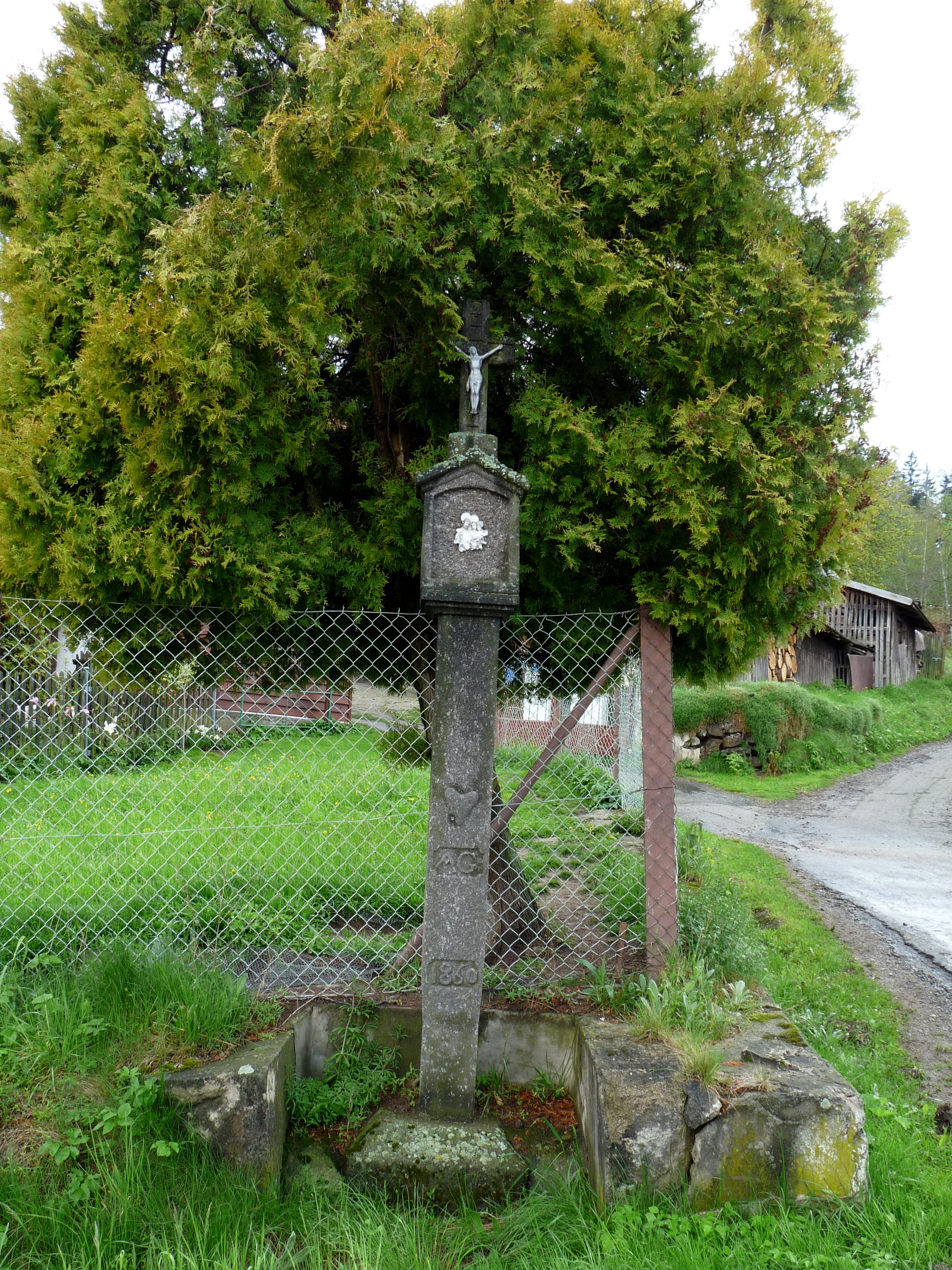
Křížek s datací 1860
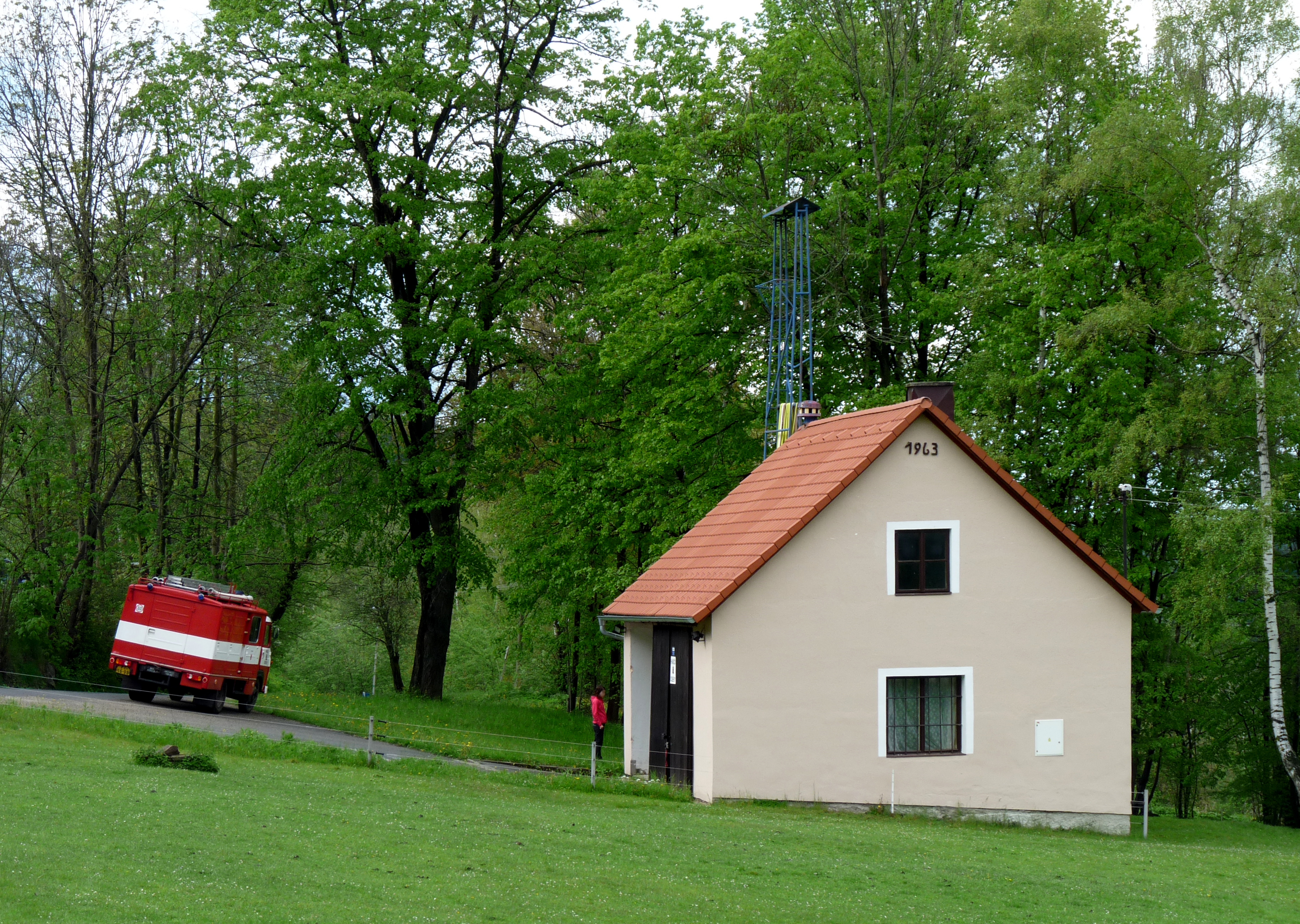
Hasičská zbrojnice stojí v kat. území Kahov
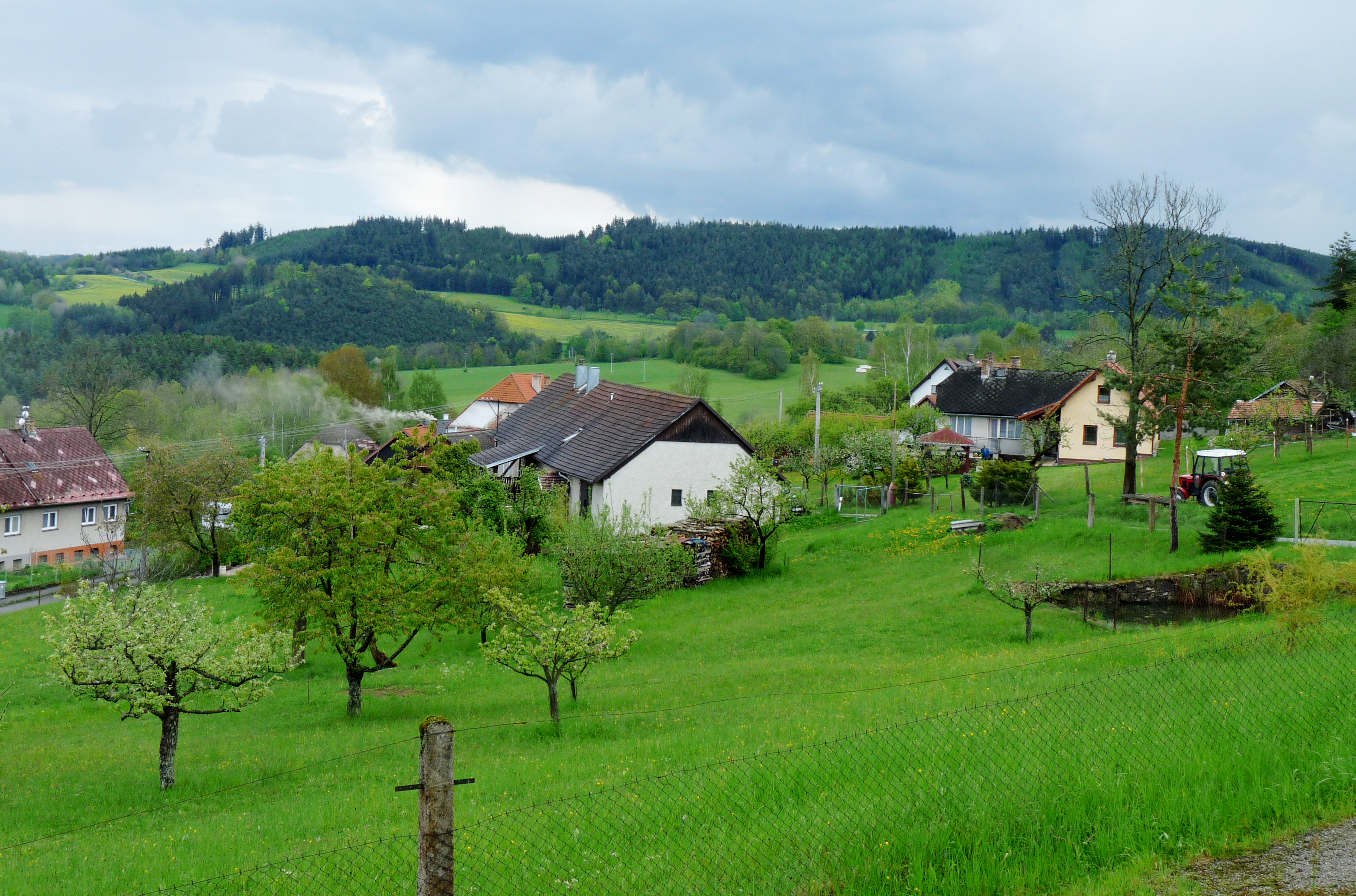
Pohled k severovýchodu